# Höstäpplen

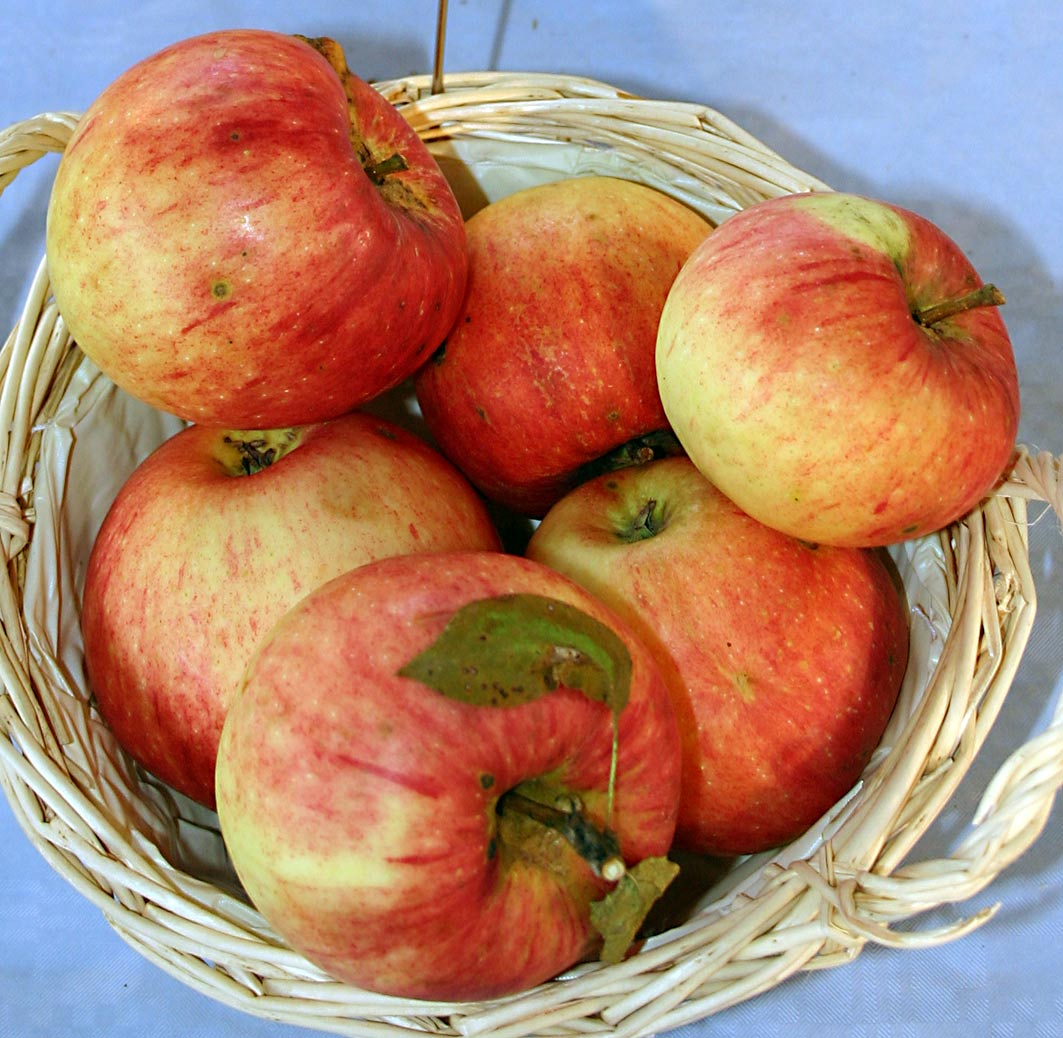
James Grieve är exempel på ett höstäpple.

Höstäpplen är sådana äpplen som är mogna eller nästan mogna i septembers slut, eller oktobers början. Gemensamt för höstäpplen är att de endast håller sig under höstmånaderna.
Exempel på höstäpplen är: Aroma, Arreskov, Charlamovsky, Göteborgs Flickäpple, James Grieve, Josefiner, Oranie, Ringstad, Särsö och Åkerö.